# Otford Palace
Otford Palace, også kendt som Archbishop's Palace, er en middelalderbygning i landsbyen Otford i Sevenoaks District i Kent, England. Landsbyen ligger i ved floden Darent, der løber mod nord fra North Downs.
Kong Offa af Mercia kæmpede mod saksere fra Kent i 776 under slaget ved Otford.
Fra dette tidspunkt og frem til 1537 var paladset et af en række huse der var ejet af ærkebsikopperne af Canterbury.
Det blev genopbygget i 1515 af ærkebiskop Warham for at konkurrere med Cardinal Wolsey på Hampton Court. Henrik 8. tvang ærkebiksop Thomas Cranmer til at overgive paladset i 1537. 
Da Henrik døde forfaldt bygningen. Den primære bevarede del er det nordvestlige tårn, et galleri, der er ombygget til bolig og en del af den store portbygning. Hele området er omkring 4 hektar, og er et scheduled monument.